# Black Letter Days
Black Letter Days är det första av två album Frank Black and the Catholics släppte samtidigt 2002 (det andra var Devil's Workshop). Titeln är en anspelning på det engelska uttrycket "Red Letter Days" (ung. rödfärgad dag) som syftar på att helgdagar brukar markeras med en röd siffra i kalendrar. "Black Letter Day" är då alla månadens övriga dagar.

## Låtlista
1. The Black Rider
2. California Bound
3. Chip Away Boy
4. Cold Heart Of Stone
5. Black Letter Day
6. Valentine And Garuda
7. How You Went So Far
8. End Of Miles
9. 1826
10. The Farewell Bend
11. Southbound Bevy
12. I Will Run After You
13. True Blue
14. Jane The Queen Of Love
15. Jet Black River
16. 21 Reasons
17. Whispering Weeds
18. The Black Rider